# Chicheme
Chicheme – napój wytwarzany ze zmielonej kukurydzy popularny w Kostaryce, Kolumbii (głównie w gminie Ciénaga de Oro) i Panamie (głównie w prowincjach: Chiriquí i Panama Zachodnia). W prowincji Guanacaste w północnej Kostaryce wytwarza się go również z fioletowej kukurydzy.
Przygotowywany z ugotowanej zmielonej kukurydzy, do której dodaje się cynamon, gałkę muszkatołową, wodę, mleko i panelę (typowy dla Ameryki Łacińskiej cukier trzcinowy). Sposób przygotowania oraz składniki mogą różnić się w zależności od regionu. Chicheme tradycyjnie spożywa się na zimno, ale może być też pity na gorąco.
Nazwa chicheme pochodzi najprawdopodobniej z języka nahuatl, od słowa chicha (sfermentowane wino kukurydziane) albo z języka mozarabskiego chichen (gotować).